# Isotrema
Isotrema es un género botánico con quince especies de plantas fanerógamas perteneciente a la familia Aristolochiaceae. 
Isotrema se considera un sinónimo del género Aristolochia.

## Especies seleccionadas
- Isotrema beterophylla  (Hemsl.) Stapf
- Isotrema californicum (Torr.) H.Huber
- Isotrema chrysops Stapf
- Isotrema durius (Hill) H.Huber
- Isotrema griffithii (Hook.f. & Thoms ex Duch.) C.E.C.Fisch.
- Isotrema kaempferi (Willd.) H.Huber
- Isotrema lasiops Stapf
- Isotrema macrophyllum (Lam.) C.F.Reed
- Isotrema manshuriense (Komarov) H.Huber
- Isotrema nakaoi (Maek.) Radcl.-Sm.
- Isotrema sipho Raf.
- Isotrema tomentosum (Sims) H.Huber
- Isotrema transsectum Chatterjee
- Isotrema tricaudatum (Lem.) H.Huber
- Isotrema westlandii (Hemsl.) H.Huber